# سوتکلیف (نوادا)
سوتکلیف، نوادا (به انگلیسی: Sutcliffe, Nevada) یک سکونتگاه مسکونی در ایالات متحده آمریکا است که در نوادا واقع شده‌است.

## خصوصیات
سوتکلیف ۲۵٫۹ کیلومترمربع مساحت و ۲۵۳ نفر جمعیت دارد و ۱٬۱۸۵ متر بالاتر از سطح دریا واقع شده‌است.